# Erigorgus lacertosus
Erigorgus lacertosus är en stekelart som beskrevs av Atanasov 1975. Erigorgus lacertosus ingår i släktet Erigorgus och familjen brokparasitsteklar. Inga underarter finns listade i Catalogue of Life.